# Anand Tucker
Pour les articles homonymes, voir Tucker.
Anand Tucker, né le 24 juin 1963 à Bangkok, est un réalisateur et un producteur de cinéma britannique.
Il est le cofondateur de la société de production Archer Street.

## Ses débuts
Anand Tucker est né en Thaïlande d'un père indien (dont le nom était à l'origine Thakkar, avant qu'il n'en change) et d'une mère allemande. Il grandit à Hong Kong où il étudie en anglais, puis déménage au Royaume-Uni à l'âge de 18 ans. Après avoir échoué à ses examens et à son entrée à l'université, il fait une école d'art dramatique, avant de s'apercevoir qu'il ne souhaite pas être acteur mais réalisateur. Il se lance alors dans la réalisation de publicités, puis abandonne ses cours d'art dramatique pour commencer des études de cinéma à la Harrow School. En 1989 il se base sur La Féline de Jacques Tourneur (l'un de ses deux réalisateurs préférés avec Michael Powell) pour réaliser son travail de fin d'étude intitulé The Sleep of Reason ; celui-ci est diffusé lors d'un festival de films d'étudiant organisé par UCLA. Il obtient ensuite un travail de documentaliste pour un talk-show de Shekhar Kapur sur Channel 4, grâce à l'un de ses professeurs, qui produit l'émission. Stagiaire pour la BBC en 1989, il rejoint en 1990 l'équipe de réalisation d'un magazine sur les arts intitulé The Late Show, diffusé sur BBC Two. Il est ensuite approché par le producteur Andy Paterson pour réaliser des documentaires télévisés.

## Vie privée
Il a un enfant avec sa compagne, la réalisatrice Sharon Maguire.

## Filmographie

### Comme réalisateur
Documentaires télévisés
- 1993 : Naked Sport (série), avec Nick Read, sur Channel 4 (avril-mai)
- 1993 : Bookmark (série), épisode The Vampire's Life (sur l'auteur Anne Rice), sur BBC Two (20 octobre)
- 1994 : Champions (série), épisode Football Crazy (sur une équipe de football amateur du Sud de Londres), sur Channel 4 (11 avril)
- 1995 : Omnibus (série), épisode The Greatest Living Painter: De Kooning (sur le peintre Willem de Kooning), sur BBC One (21 février)

Longs-métrages
- 1996 : Saint-Ex
- 1998 : Hilary et Jackie
- 2005 : Shopgirl
- 2007 : And When Did You Last See Your Father?
- 2010 : Donne-moi ta main (Leap Year)
- 2023 : The Critic

Fictions télévisées
- 2009 : Red Riding (télésuite), épisode 1983, sur Channel 4 (19 mars)

### Comme producteur
Documentaires télévisés
- 1999 : This is Modern Art (en) (série), sur Channel 4 (juin-juillet)

Longs-métrages
- 2003 : La Jeune Fille à la perle de Peter Webber
- 2008 : Incendiary de Sharon Maguire